# Bipalium penangensis
Bipalium penangensis és una espècie de planària terrestre que habita a l'oest de Malàisia.

## Descripció
És una espècie de mida petita, un espècimen madur pot arribar a mesurar fins a 5,5 cm de longitud en moviment.
La superfície dorsal del cos és de color marró groguenc. La major part del cap és de color groc pàl·lid. El marge cefàlic presenta una coloració marró groguenca. Els marges posteriors de les dues aurícules són de color gris fosc a negrós.
B. penangensis presenta un patró complex de coloració dorsal. Té una banda transversal negrosa a la superfície dorsal del coll i una banda longitudinal ampla i curta negrosa sobre la regió de la faringe. També presenta una banda estreta a la part mitjana del dors de color groguenc a la regió prefaríngea. A més a més, té una banda ampla i negra mitjana i dorsal des del gonopor fins a l'extrem posterior del cos. La superfície central del cos és de color groguenc pàl·lid, exceptuant la sola reptant. Els dos costats laterals del cos són lleugerament marrons. Presenta un parell de patrons negres a la part ventral als dos costats del coll.